# Emile Francis
Emile Percy Francis (* 13. September 1926 in North Battleford, Saskatchewan; † 19. Februar 2022) war ein kanadischer Eishockeytorwart, -trainer und -funktionär. Während seiner aktiven Karriere bestritt er 95 Partien für die Chicago Black Hawks und die New York Rangers in der National Hockey League, verbrachte jedoch den Großteil der 17 Jahre seiner Profilaufbahn in diversen Minor Leagues. Weitaus bekannter wurde er anschließend als Cheftrainer und General Manager, wobei er vor allem mit den New York Rangers in Verbindung gebracht wird, deren Geschicke er von 1964 bis 1976 leitete und als dessen Trainer er mehr Spiele als jeder andere in der Franchise-Geschichte bestritt. Später war er auch als General Manager und Trainer der St. Louis Blues (1976–1983) sowie als General Manager und Präsident der Hartford Whalers (1983–1993) tätig. Im Jahre 1982 wurde Francis in die Hockey Hall of Fame aufgenommen.

## Karriere

### Als Spieler

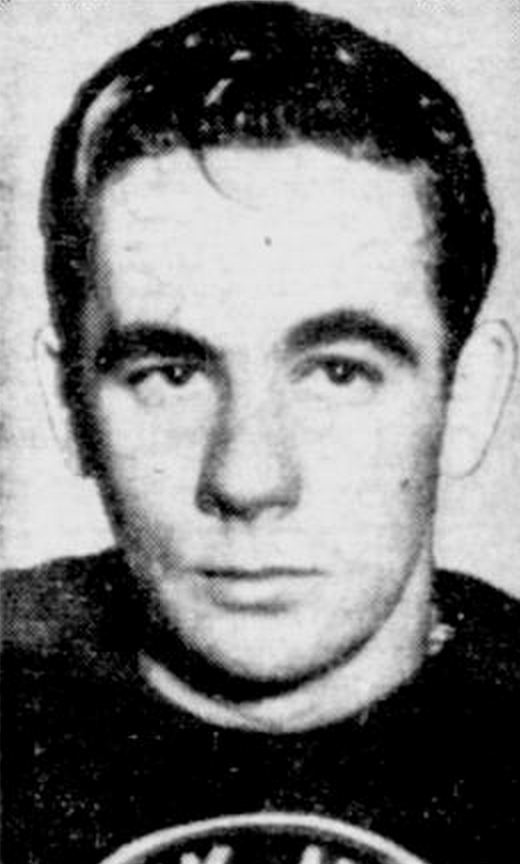
Emile Francis, um 1947

Emile Francis wurde in North Battleford geboren und spielte dort in seiner Jugend für die North Battleford Beavers in einer regionalen Nachwuchsliga. Zwischen 1943 und 1945 bestritt er in der Eastern Amateur Hockey League erste Spiele auf professionellem Niveau, je ein Jahr für die Philadelphia Falcons und die Washington Lions. Nachdem er während des Zweiten Weltkriegs den Canadian Armed Forces gedient hatte, kehrte der Torhüter 1945 für eine Spielzeit in die Heimat Saskatchewan zurück, wo er für die Moose Jaw Canucks auflief. In dieser Zeit entwickelte er auch eine frühe Version eines heute verwendeten Handschuhs für Eishockeytorhüter. Zur Saison 1946/47 begann er bei den Chicago Black Hawks seine Karriere in der National Hockey League (NHL). Im ersten Jahr nach Backup von Paul Bibeault, etablierte er sich zur folgenden Spielzeit als Stammtorwart der Black Hawks und bestritt 54 Partien, die meisten einer NHL-Saison in seiner Laufbahn. Dennoch wurde Francis im Oktober 1948 samt Alex Kaleta an die New York Rangers abgegeben, während im Gegenzug Jim Henry nach Chicago wechselte. Bei den Rangers kam er nur noch sporadisch zum Einsatz und hütete überwiegend in der American Hockey League (AHL) das Tor, bei den New Haven Ramblers und den Cincinnati Mohawks. Als zweiter Torhüter hinter Chuck Rayner bestritt er 1951/52 seine 14 letzten von insgesamt 95 NHL-Partien.
Anschließend war Francis weitere acht Jahre in nordamerikanischen Minor Leagues aktiv, vor allem in der Western Hockey League. Dort lief er in den 1950er Jahren für die Vancouver Canucks, Saskatoon Quakers, Calgary Stampeders, Seattle Americans, Victoria Cougars, Spokane Chiefs und Comets sowie für die Seattle Totems auf. Zwischen 1953 und 1955 kehrte zudem noch einmal in die AHL zurück, wo er 1954 mit den Cleveland Barons die Playoffs um den Calder Cup gewann und dabei ins AHL Second All-Star Team gewählt wurde. 1960 endete seine aktive Laufbahn bei den Seattle Totems in der WHL.

### Als Trainer und Funktionär
Direkt mit dem Ende seiner Spielerkarriere übernahm Francis zur Saison 1960/61 die Position des Cheftrainers bei den Guelph Royals aus der Ontario Hockey Association, der ranghöchsten Juniorenliga der Provinz Ontario. Bereits nach zwei Jahren gelang ihm 1962 die Rückkehr zu den New York Rangers in die NHL, bei denen er als Assistent von Headcoach Red Sullivan eingestellt wurde. 1964 übernahm er als General Manager die Geschicke des Franchise von Muzz Patrick, bevor er sich im Dezember 1965 erstmals selbst als Cheftrainer installierte und dabei Red Sullivan entließ. Ähnliches sollte in seiner insgesamt zwölf Jahre andauernden Amtszeit als General Manager noch zwei weitere Male passieren, als er für Bernie Geoffrion (1969) und Larry Popein (1974) hinter die Bande zurückkehrte. In den Playoffs 1972 führte der Kanadier die Rangers als Headcoach ins Endspiel um den Stanley Cup, unterlag dort allerdings den Boston Bruins. Insgesamt bestritt er in seinen drei Amtszeiten 654 Partien als Cheftrainer der Rangers und gewann 342 von diesen – beide Zahlen stellen bis heute Franchise-Rekorde der „Broadway Blueshirts“ dar.
Im Januar 1976 wurde Francis von allen Ämtern bei den Rangers enthoben und übernahm in der Folge die Funktion des General Managers bei den St. Louis Blues. Diese Position hatte er bis 1983 inne, wobei er auch bei den Blues zweimal die Rolle des Cheftrainers übernahm. In der Zwischenzeit erhielt er im 1982 die Lester Patrick Trophy für seine Verdienste um den Eishockeysport in den Vereinigten Staaten und wurde im gleichen Jahr als Funktionär bzw. „Erbauer“ (builder) in die Hockey Hall of Fame aufgenommen. Seine letzte Karrierestation stellten in der Folge die Hartford Whalers dar, bei denen er 1983 bis 1989 ebenfalls als General Manager fungierte und darüber hinaus bis 1993 als Präsident des Franchise tätig war. Anschließend zog er sich aus dem Profibetrieb zurück.
Darüber hinaus war Francis ein lebenslanger Unterstützer und Förder des Minor-League-Eishockeys. So war er unter anderem Gründer der New York Junior League, die vor allem als Metropolitan Junior Hockey League bekannt war, oder der St. Louis Metro Junior B League. Des Weiteren war er Berater der Amateur Hockey Association of the United States.
Ihm zu Ehren wird in der AHL seit dem Jahre 2002 die Emile Francis Trophy vergeben, die der Gewinner der Atlantic Division erhält.
Francis starb am 19. Februar 2022 im Alter von 95 Jahren.

## Erfolge und Auszeichnungen
- 1954 Calder-Cup-Gewinn mit den Cleveland Barons
- 1954 AHL Second All-Star Team
- 1982 Lester Patrick Trophy
- 1982 Aufnahme in die Hockey Hall of Fame

## NHL-Statistik

### Als Spieler
(Legende zur Torhüterstatistik: GP oder Sp = Spiele insgesamt; W oder S = Siege; L oder N = Niederlagen; T oder U oder OT = Unentschieden oder Overtime- bzw. Shootout-Niederlage; Min. = Minuten; SOG oder SaT = Schüsse aufs Tor; GA oder GT = Gegentore; SO = Shutouts; GAA oder GTS = Gegentorschnitt; Sv% oder SVS% = Fangquote; EN = Empty Net Goal; 1 Play-downs/Relegation; Kursiv: Statistik nicht vollständig)

### Als Trainer
(Legende zur Trainerstatistik: Sp oder GC = Spiele insgesamt; W oder S = erzielte Siege; L oder N = erzielte Niederlagen; T oder U = erzielte Unentschieden; OTL oder OTN = erzielte Niederlagen nach Overtime oder Shootout; Pts oder Pkt = erzielte Punkte; Pts% oder Pkt% = Punktquote; Win% = Siegquote; Resultat = erreichte Runde in den Play-offs)

## Familie
Sein Sohn Bob Francis war in der NHL ebenfalls als Spieler und Trainer aktiv.